# Фишер Стивенс
Стивен Фишер (енгл. Steven Fisher; рођен 27. новембар 1963, Чикаго, Илиној), познатији као Фишер Стивенс (енгл. Fisher Stevens), амерички је позоришни, филмски и ТВ глумац, редитељ и продуцент и добитник Оскара.
Најпознатији је по улогама Чака Фишмана у телевизијској серији Сутрашње издање, Јуџина Белфорда у филму Хакери и Бена у филмовима Кратак спој и Кратак спој 2.